# Franz Biedermann
Franz Biedermann (* 4. Mai 1946 in Vaduz) ist ein ehemaliger Liechtensteiner Leichtathlet, der auf den Zehnkampf spezialisiert war.
Biedermann nahm bei den Olympischen Spielen 1968 in Mexiko-Stadt teil. Im Zehnkampf belegte er den 14. Rang.
Seine persönliche Bestleistung stellte er 1968 mit 6542 Punkten auf.